# Ove Bengtson
Ove Nils Bengtson (Danderyd, 5 aprile 1945) è un ex tennista svedese.

## Carriera
In carriera ha vinto cinque titoli di doppio. Nei tornei del Grande Slam ha ottenuto il suo miglior risultato raggiungendo il terzo turno nel singolare a Wimbledon nel 1966, 1968 e 1979 e agli US Open nel 1969, nel doppio agli US Open nel 1971, e nel doppio misto a Wimbledon nel 1969.
In Coppa Davis ha giocato un totale di 50 partite, ottenendo 22 vittorie e 28 sconfitte. Per la sua dedizione nel rappresentare il proprio Paese nella competizione è stato insignito del Commitment Award.

## Statistiche

### Doppio

#### Vittorie (5)
| Numero | Anno             | Torneo                                     | Superficie  | Compagno    | Avversari in finale         | Punteggio               |
| 1.     | 1º aprile 1973   | St. Louis WCT, Saint Louis                 | Sintetico   | Jim McManus | Terry Addison Colin Dibley  | 6-2, 7-5                |
| 2.     | 1º luglio 1973   | South of England Championships, Eastbourne | Erba        | Jim McManus | Manuel Orantes Ion Țiriac   | 6-4, 4-6, 7-5           |
| 3.     | 17 febbraio 1974 | Bologna Indoor, Bologna                    | Sintetico   | Björn Borg  | Arthur Ashe Roscoe Tanner   | 6-4, 5-7, 4-6, 7-6, 6-2 |
| 4.     | 24 febbraio 1974 | Rothmans International London, Londra      | Cemento     | Björn Borg  | Mark Farrell John Lloyd     | 7-6, 6-3                |
| 5.     | 13 luglio 1975   | Swedish Open, Båstad                       | Terra rossa | Björn Borg  | Juan Gisbert Manuel Orantes | 7-6, 7-5                |

#### Finali perse (4)
| Numero | Anno              | Torneo                                     | Superficie  | Compagno    | Avversari in finale              | Punteggio     |
| 1.     | 22 giugno 1969    | Queen's Club Championships, Londra         | Erba        | Thomaz Koch | Owen Davidson Dennis Ralston     | 6-8, 3-6      |
| 2.     | 1º ottobre 1972   | Pacific Coast Championships, Albany        | Sintetico   | Björn Borg  | Bob Hewitt Frew McMillan         | 2-6, 6-2, 2-6 |
| 3.     | 30 settembre 1973 | Pacific Coast Championships, San Francisco | Sintetico   | Jim McManus | Roy Emerson Stan Smith           | 2-6, 1-6      |
| 4.     | 14 luglio 1974    | Swedish Open, Båstad                       | Terra rossa | Björn Borg  | Paolo Bertolucci Adriano Panatta | 6-3, 2-6, 4-6 |